# 淫魔妖女
『淫魔妖女』（いんまようじょ）は、ピンクパイナップル製作による全5巻のアダルトアニメシリーズである。1990年代半ばから後半までにVHSがリリースされ、2001年にはDVDが発売された。2006年からはDMM.R18でダウンロード販売も行われていた。また、日本国外では『The Erotic Temptress』というタイトルでクリティカル・マス・ビデオから発売された。
どの巻も、自覚の有無にかかわらず男性を惹きつける魅力に溢れた女性・マヤを主人公にしているが、連続した内容ではなく1巻ごとにそれぞれ異なる世界観や人物設定になっており、マヤも別人物である。

## 淫魔妖女
シリーズ第1作。
荒れ果てた近未来の都市を舞台に、娼婦として囚われた旅人のマヤを奪い合う、支配者のパズズとその部下のハマダ、謎の男のカオスによるバトルや、マヤとのセックスを描く。

## 淫魔妖女II - MAYA
シリーズ第2作。
近未来を舞台に、ピンク色の髪をしたセクサロイドのMAYAの活躍を描く。

### スタッフ (II)
- 企画：乱交太郎
- プロデューサー：大宮三郎
- 脚本：富井恒
- 音楽：中沢タケオ
- アニメーション制作：ホランナビ
- 監督：村木一真

## 淫魔妖女III - 魔夜
シリーズ第3作。
戦乱の世が終わりを告げた日本を舞台に、落武者の十郎太と新兵衛が背中に奇妙な刺青を施された美女の魔夜と出会う様子が描かれている。
　

## 淫魔妖女IV - MAYA
シリーズ第4作。
この作品でのマヤ（マヤトーラ）は、ある事情から男として育てられた近衛隊長という設定になっており、ピッキンゲル伯によって女であることが発覚して拷問を受け、隷属させられるまでを描く。
　

## 淫魔妖女V - 麻弥
シリーズ第5作。
大正時代を舞台に、綾小路家のメイドとして働く孤児の麻弥（まや）が肉奴隷として調教されるまでを描く。

## DVD
- D-1：2001年10月26日発売 - 『淫魔妖女』と『淫魔妖女II』を収録[7]。
- D-2：2001年11月22日発売 - 『淫魔妖女III』と『淫魔妖女IV』を収録[8]。
- D-3：2001年12月14日発売 - 『淫魔妖女V』を収録[9]。
- ゴールドディスク：2013年7月26日発売 - 全5巻をDVD1枚に収録した廉価版[10]。